# Kepuhkembeng
Kepuhkembeng is een bestuurslaag in het regentschap Jombang van de provincie Oost-Java, Indonesië. Kepuhkembeng telt 7250 inwoners (volkstelling 2010).